# Liste der Kulturdenkmäler in Bechenheim
In der Liste der Kulturdenkmäler in Bechenheim sind alle Kulturdenkmäler der rheinland-pfälzischen Ortsgemeinde Bechenheim aufgeführt. Grundlage ist die Denkmalliste des Landes Rheinland-Pfalz (Stand: 25. März 2025).

## Einzeldenkmäler
| Bezeichnung              | Lage                       | Baujahr                             | Beschreibung | Bild |
| ------------------------ | -------------------------- | ----------------------------------- | --- | ---- |
| Brunnen                  | Brunnenstraße Lage         | 1810                                | Ziehbrunnen, zweigeschossiger Pultdachbau, Bruchstein, bezeichnet 1810 | BW   |
| Wohnhaus                 | Hauptstraße 5 Lage         | Anfang des 19. Jahrhunderts         | eingeschossiges Tagelöhnerhaus, wohl aus dem frühen 19. Jahrhundert | BW   |
| Ofenstein                | Hauptstraße, an Nr. 7 Lage | 1713                                | ehemaliger Ofenstein, bezeichnet 1713 | BW   |
| Simultankirche St. Alban | Kirchstraße 1 Lage         | 1755/56                             | spätbarocker Saalbau, 1755/56; südlich des Chores drei beschädigte Grabmäler, 18. Jahrhundert | BW   |
| Gasthaus Goldener Hirsch | Obergasse 14/16 Lage       | 1763                                | ehemaliges Gasthaus „Goldener Hirsch“; ehemalige Vierflügelanlage, 18. und 19. Jahrhundert; barocker Krüppelwalmdachbau, teilweise (Zier)-Fachwerk, bezeichnet 1763; eingeschossiges Nebengebäude, 18. Jahrhundert; zwei Toranlagen, eine bezeichnet 1811; eingeschossiger Putzbau, im Kern aus dem 18. Jahrhundert | BW   |
| Wohnhaus                 | Weedegasse 1 Lage          | erstes Drittel des 18. Jahrhunderts | barockes Wohnhaus, teilweise Fachwerk, erstes Drittel des 18. Jahrhunderts (Ofensteine bezeichnet 1752 und 1765) | BW   |